# Molotjansk
Molotjansk (ukrainsk: Молоча́нськ, ukrainsk udtale: [moɫoˈt͡ʃɑnʲsʲk]; russisk: Молочанск) er en by i Tokmatsk rajon af Zaporizjzja oblast, Ukraine. Floden Molochna løber gennem byen, der har 6.099 (2022) indbyggere.

## Historie
Molotjansk blev grundlagt i 1804 plautdietsch-talende (en dialekt af plattysk) mennonitiske bosættere, som blev inviteret af kejserinde Katarina den Store til at bosætte sig på de store stepper i zarens russiske imperium. De kaldte den nye landsby for "Halbstadt". Mennonitterne havde tidligere, i 1789, grundlagt Chortitza-kolonien på opfordring af Katarina den Store. Det var den vellykkede grundlæggelse af Chortitza, der tilskyndede til ekspansion i Molochna-flodens område. I 1850 var der over 50 mennonitiske landsbyer syd og øst for Molochansk/Halbstadt.
På grund af den fjendtlige nationale politik over for mennonitterne i det 20. århundredes Sovjetunionen er der næsten ingen mennonitter tilbage i regionen. Under sovjetstyret mistede et stort antal mennesker alle deres ejendele, forlod landet eller blev flyttet til de fjerntliggende dele af Kasakhstan.
I 2004 blev 200-årsdagen for Molochansk/Halbstadt fejret med deltagelse af fremtrædende gæster fra hele verden. Canadas ambassadør i Ukraine var til stede ved denne gallafest.

## Galleri
- Heinrich H Willms Mølle
- Heinrich H Willms Residens i Molotjansk
- Pigeskole, i øjeblikket Mennonitternes center